# Mistrovství Evropy ve florbale 1995
Mistrovství Evropy ve florbale 1995 se konalo v Švýcarsku v roce 1995.
Původně se měl turnaj konat ve Finsku. Aby se mohlo turnaje zúčastnit i Japonsko byl název změněn z Mistrovství Evropy na Otevřené Mistrovství Evropy (z European Championships na Open European Championships).
Bylo to teprve druhé a zároveň poslední mistrovství Evropy. Poté byl turnaj změněn na Mistrovství světa ve florbale.
Zvítězilo Finsko. Česko skončilo na pátém místě.
Ve stejném termínu a městech se konalo zároveň i ženské mistrovství Evropy.

## Základní část

### Skupina A
| Poř. | Tým       | Z | V | R | P | VG | IG | +/- | B  |
| ---- | --------- | - | - | - | - | -- | -- | --- | -- |
| 1.   | Švédsko   | 5 | 5 | 0 | 0 | 54 | 1  | +53 | 10 |
| 2.   | Švýcarsko | 5 | 4 | 0 | 1 | 35 | 8  | +27 | 8  |
| 3.   | Česko     | 5 | 3 | 0 | 2 | 24 | 10 | +14 | 6  |
| 4.   | Maďarsko  | 5 | 2 | 0 | 3 | 15 | 24 | -9  | 4  |
| 5.   | Estonsko  | 5 | 1 | 0 | 4 | 7  | 40 | -33 | 2  |
| 6.   | Německo   | 5 | 0 | 0 | 5 | 1  | 50 | -49 | 0  |

| 14. května 1995 11:00 | Estonsko | 1 : 7 (0:2, 1:2, 0:3) | Maďarsko | Městská hala, Sursee Návštěvnost: 155 |  |

| Zpráva |

| 14. května 1995 17:00 | Švýcarsko | 3 : 1 (1:0, 2:0, 0:1) | Česko | Městská hala, Sursee Návštěvnost: 480 |  |

| Zpráva |

| 14. května 1995 17:00 | Švédsko | 18 : 0 (6:0, 5:0, 7:0) | Německo | Sportcenter Grünfeld, Jona Návštěvnost: 430 |  |

| Zpráva |

| 15. května 1995 17:00 | Česko | 0 : 3 (0:2, 0:0, 0:1) | Švédsko | Městská hala, Sursee Návštěvnost: 148 |  |

| Zpráva |

| 15. května 1995 17:00 | Švýcarsko | 11 : 1 (3:0, 3:0, 5:1) | Estonsko | Obchodní škola, Chur Návštěvnost: 640 |  |

| Zpráva |

| 15. května 1995 14:00 | Maďarsko | 3 : 1 (1:0, 1:1, 1:0) | Německo | Mooshalle, Gümlingen Návštěvnost: 119 |  |

| Zpráva |

| 16. května 1995 11:00 | Česko | 6 : 2 (0:0, 2:1, 4:1) | Estonsko | Tägerhard, Wettingen Návštěvnost: 100 |  |

| Zpráva |

| 16. května 1995 14:00 | Švédsko | 10 : 1 (4:0, 4:0, 2:1) | Maďarsko | Tägerhard, Wettingen Návštěvnost: 200 |  |

| Zpráva |

| 16. května 1995 17:00 | Německo | 0 : 13 (0:4, 0:4, 0:5) | Švýcarsko | Solothurn Návštěvnost: 512 |  |

| Zpráva |

| 17. května 1995 11:00 | Maďarsko | 2 : 4 (1:0, 0:2, 1:2) | Česko | Schachenhalle, Aarau Návštěvnost: 260 |  |

| Zpráva |

| 17. května 1995 17:00 | Švýcarsko | 0 : 4 (0:2, 0:2, 0:0) | Švédsko | Schachenhalle, Aarau Návštěvnost: 1577 |  |

| Zpráva |

| 17. května 1995 14:00 | Německo | 0 : 3 (0:2, 0:1, 0:0) | Estonsko | St Jakobshalle, Basilej Návštěvnost: 147 |  |

| Zpráva |

| 18. května 1995 17:00 | Švédsko | 19 : 0 (4:0, 7:0, 8:0) | Estonsko | Tägerhard, Wettingen Návštěvnost: 99 |  |

| Zpráva |

| 18. května 1995 17:00 | Česko | 13 : 0 (5:0, 3:0, 5:0) | Německo | Solothurn Návštěvnost: 80 |  |

| Zpráva |

| 18. května 1995 14:00 | Švýcarsko | 8 : 2 (1:0, 3:1, 4:1) | Maďarsko | St Jakobshalle, Basilej Návštěvnost: 700 |  |

| Zpráva |

### Skupina B
| Poř. | Tým      | Z | V | R | P | VG | IG | +/- | B |
| ---- | -------- | - | - | - | - | -- | -- | --- | - |
| 1.   | Finsko   | 4 | 4 | 0 | 0 | 49 | 3  | +46 | 8 |
| 2.   | Rusko    | 4 | 2 | 1 | 1 | 27 | 10 | +17 | 5 |
| 3.   | Dánsko   | 4 | 1 | 2 | 1 | 25 | 10 | +15 | 4 |
| 4.   | Lotyšsko | 4 | 1 | 1 | 2 | 21 | 20 | +1  | 3 |
| 5.   | Japonsko | 4 | 0 | 0 | 4 | 1  | 80 | -79 | 0 |

| 14. května 1995 14:00 | Rusko | 3 : 6 (2:1, 1:2, 0:3) | Finsko | Mooshalle, Gümlingen Návštěvnost: 412 |  |

| Zpráva |

| 14. května 1995 14:00 | Dánsko | 5 : 5 (1:1, 1:1, 3:3) | Lotyšsko | Obchodní škola, Chur |  |

| Zpráva |

| 15. května 1995 14:00 | Japonsko | 0 : 18 (0:3, 0:7, 0:8) | Rusko | Obchodní škola, Chur |  |

| Zpráva |

| 15. května 1995 14:00 | Finsko | 2 : 0 (1:0, 1:0, 0:0) | Dánsko | Sportcenter Grünfeld, Jona Návštěvnost: 276 |  |

| Zpráva |

| 16. května 1995 14:00 | Lotyšsko | 2 : 4 (2:0, 0:1, 0:3) | Rusko | Schachenhalle, Aarau Návštěvnost: 121 |  |

| Zpráva |

| 16. května 1995 14:00 | Japonsko | 0 : 30 (0:9, 0:10, 0:11) | Finsko | Městská hala, Sursee Návštěvnost: 93 |  |

| Zpráva |

| 17. května 1995 17:00 | Rusko | 2 : 2 (0:0, 0:1, 2:1) | Dánsko | Tägerhard, Wettingen Návštěvnost: 75 |  |

| Zpráva |

| 17. května 1995 17:00 | Lotyšsko | 14 : 0 (6:0, 4:0, 4:0) | Japonsko | Solothurn Návštěvnost: 72 |  |

| Zpráva |

| 18. května 1995 14:00 | Finsko | 11 : 0 (4:0, 5:0, 2:0) | Lotyšsko | Tüfi, Adliswil Návštěvnost: 1123 |  |

| Zpráva |

| 18. května 1995 11:00 | Dánsko | 18 : 1 (7:0, 6:1, 5:0) | Japonsko | Solothurn Návštěvnost: 55 |  |

| Zpráva |

## O medaile

### Pavouk
|  | Semifinále | Semifinále | Semifinále |  |  | Finále      | Finále      | Finále      |
|  |            |            |            |  |  |             |             |             |
|  | 1A         | Švédsko    | 12         |  |  |             |             |             |
|  | 2B         | Rusko      | 0          |  |  |             |             |             |
|  |            |            |            |  |  |             | Švédsko     | 2           |
|  |            |            |            |  |  |             | Finsko      | 3           |
|  | 1B         | Švýcarsko  | 1          |  |  |             |             |             |
|  | 2A         | Finsko     | 2          |  |  | Třetí místo | Třetí místo | Třetí místo |
|  |            |            |            |  |  |             | Rusko       | 3           |
|  |            |            |            |  |  |             | Švýcarsko   | 5           |

### Semifinále
| 19. května 1995 18:00 | Švédsko | 12 : 0 (1:0, 6:0, 5:0) | Rusko | Tüfi, Adliswil |  |

| Zpráva |

| 19. května 1995 21:00 | Švýcarsko | 1 : 2pp (1:1, 0:0, 0:0, 0:1) | Finsko | Saalsporthalle, Curych Návštěvnost: 832 |  |

| Zpráva |

### O 3. místo
| 20. května 1995 12:00 | Rusko | 3 : 5 (1:1, 1:2, 1:2) | Švýcarsko | Saalsporthalle, Curych Návštěvnost: 1942 |  |

| Zpráva |

### O 1. místo
| 20. května 1995 18:00 | Švédsko | 2 : 3ts (1:0, 0:0, 1:2, 0:0) | Finsko | Saalsporthalle, Curych Návštěvnost: 2820 |  |

| Zpráva |

## O umístění

### O 9. místo
| 19. května 1995 9:00 | Estonsko | 12 : 0 (4:0, 2:0, 6:0) | Japonsko | Saalsporthalle, Curych Návštěvnost: 84 |  |

| Zpráva |

### O 7. místo
| 19. května 1995 15:00 | Maďarsko | 1 : 2 (0:0, 1:0, 0:2) | Lotyšsko | Tüfi, Adliswil |  |

| Zpráva |

### O 5. místo
| 19. května 1995 15:00 | Česko | 3 : 2 (1:0, 1:2, 1:0) | Dánsko | Saalsporthalle, Curych Návštěvnost: 140 |  |

| Zpráva |

## Konečná tabulka
| Pořadí           | Tým       |
| ---------------- | --------- |
| Zlatá medaile    | Finsko    |
| Stříbrná medaile | Švédsko   |
| Bronzová medaile | Švýcarsko |
| 4.               | Rusko     |
| 5.               | Česko     |
| 6.               | Dánsko    |
| 7.               | Lotyšsko  |
| 8.               | Maďarsko  |
| 9.               | Estonsko  |
| 10.              | Japonsko  |
| 11.              | Německo   |

Přestože Německo skončilo poslední, nesestupovalo, protože z dalšího mistrovství Evropy se stalo
mistrovství světa a tam se počet účastníků zvýšil z 11 na 12.